# Therion ericae
Therion ericae är en stekelart som beskrevs av Bauer 1967. Therion ericae ingår i släktet Therion och familjen brokparasitsteklar. Inga underarter finns listade i Catalogue of Life.